# Thelotrema rudius
Thelotrema rudius är en lavart som beskrevs av Vain. 1915. Thelotrema rudius ingår i släktet Thelotrema och familjen Thelotremataceae.   Inga underarter finns listade i Catalogue of Life.